# Símbolos religiosos em repartições públicas

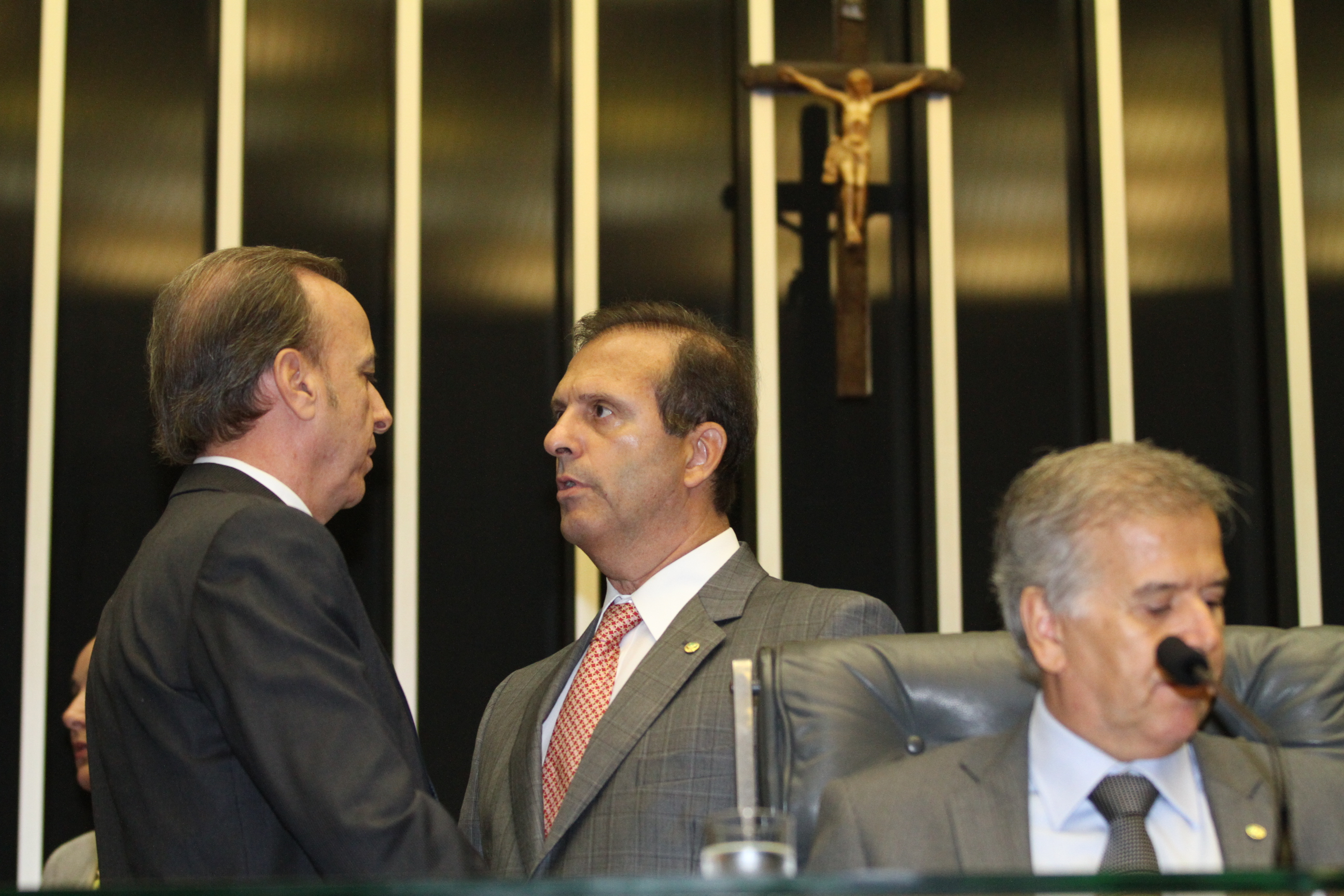
Crucifixo na parede do plenário da Câmara dos Deputados do Brasil, no Palácio do Congresso Nacional.

O uso de símbolos religiosos em repartições públicas gera controvérsia em diversos países, em especial o uso de crucifixos católicos em países de maioria cristã, como o Brasil e os Estados Unidos da América. Segundo laicistas e secularistas, a presença destes itens de devoção religiosa contraria o principio da laicidade dos estados laicos, ignorando a representatividade de comunidades não religiosas como as de agnósticos, deístas e ateus, bem como adeptos de religiões que não veneram estes símbolos como o hinduísmo, islão, judaismo, mormonismo, e animismo, bem como religiões afro-brasileiras.

## Brasil
No Brasil especificamente, este assunto é discutido há mais de 100 anos, e foi abordado por Miguel Vieira Ferreira no livro O Cristo no júri, em que protestava contra a presença de crucifixos nos júris.
Na década de 1940, o Partido de Representação Popular (1945-1962), legenda política que aglutinou inúmeros camisas-verdes oriundos das fileiras da Ação Integralista Brasileira (1932-1937), lançou campanha em todo país, através de seus correligionários, propondo com sucesso a entronização da imagem do crucifixo em diversas Assembleias Legislativas Estaduais, Câmaras Municipais e na Câmara Federal, além de tribunais pelo país.
O aspecto plural e sua multiplicidade de sentidos serviria de inspiração ao homem público brasileiro. Segundo o Vereador Amadeu Puppi (PRP-PR), durante a cerimônia de entronização do crucifixo na Câmara Municipal de Ponta Grossa – PR: “ Que esta Câmara e os seus legisladores, ao erguerem os olhos para o Crucificado, saibam ser dignos sempre de tanto saber e de tanto amor, que possui e representa o Cristo, para a glória de Ponta Grossa, do Paraná, e do Brasil."

## Portugal
Em Portugal este é um tema que, na sua globalidade, deixou de existir devido ao retorno à secularização após a revolução de 25 de Abril de 1974. O forte movimento anticlericalista em Portugal remonta do período da implantação da república em 1910. 